# Michel Côté (poète)
Pour les articles homonymes, voir Michel Côté (homonymie) et Côté (homonymie).
Michel Côté, né en 1940, est un poète et artiste visuel québécois,.

## Biographie
Michel Côté est né en 1940. Il détient une maîtrise de l’Université de Montréal, et il également étudié à l’École Pratique des Hautes Études à Paris, avec Jacques Le Goff, Roland Barthes et Edgar Morin.
Il a enseigné la philosophie, notamment la pensée chinoise et la philosophie de l'art, au Cégep du Vieux-Montréal jusqu’en 2005,.
Côté est à la fois poète et artiste visuel. Il a fait paraître une dizaine de recueils de poésie, pour la plupart publiés aux Éditions du Noroît, ainsi que d'une douzaine de livres d'artiste, en plus d'avoir signé des textes dans des ouvrages collectifs.
Il a été finaliste au Concours national du livre d’artiste du Canada pour Blanc/Noir et Blanc, aux prix Odyssée pour Au commencement la lumière et au prix Imadate pour Le jour comme un souffle,. Il a été lauréat de l’Alcuin Citation Awards pour À force de silence, du prix Loto-Québec pour L’Autre Chine, du prix poésie du journal Le Droit (L’intranquille gravité) et du prix Jacques-Poirier du Salon du livre de l'Outaouais pour Le dernier tableau rouge,,. Il a également reçu une mention d’excellence de la Société des écrivains francophones d’Amérique pour Depuis, tout a grandi. Certains de ses livres ont été traduits vers le japonais, l’anglais et l’espagnol.
Côté accompagne ses poèmes de ses propres œuvres. Ses œuvres se retrouvent dans des collections publiques et privées au Canada, en France, en Angleterre, au Japon et en Suisse.

## Œuvres

### Poésie
- Dixième lunaison, St-Lambert, Éditions du Noroît, 1974, 90 p.  (ISBN 0885240065)
- L'Œil en fou, St-Lambert, Editions du Noroît, 1981, 146 p.  (ISBN 2890180441)
- Une Saison trop courte, Saint-Lambert, Éditions du Noroît; Chambly, L'Instant d'après, 1984, 65 p.  (ISBN 2890181057)
- Au commencement, la lumière, Montréal, Éditions Triptyque, Poésie, 2001  (ISBN 2-89031-408-1)
- Michel Côté, Le privilège de la rive, Montréal, Éditions Triptyque, 2004, 67 p.  (ISBN 2-89031-496-0)
- Jouer dans l'être - poèmes et dessins, Montréal, Éditions Triptyque, 2007, 72 p.  (ISBN 978-2-89031-596-9)
- L’Intranquille gravité, en collaboration avec Simon Guibord, Montréal, Éditions Triptyque, 2010, 77 p.  (ISBN 978-2-89031-694-2)
- Depuis, tout a grandi, Montréal, Éditions Triptyque, 2012, 76 p.  (ISBN 978-2-89031-734-5)
- Le dernier tableau sera rouge, Montréal, Éditions Triptyque, 2014, 64 pages  (ISBN 9782890319431)
- La condition des matins, Montréal, Éditions du Noroît, 2020, 69 pages  (ISBN 9782897662165)

### Livres d'artiste
- Blanc/noir et blanc, Saint-Lambert, Éditions du Noroît, 1982  (ISBN 2890180670)
- Le Dit d'empreinte, Saint-Lambert, Éditions du Noroît, 1986  (ISBN 2890181227)
- Ce jour de terre, Saint-Lambert, Éditions du Noroît, 1988, 61 p.  (ISBN 2890181804)
- Les Voix d'errance, Saint-Lambert, Éditions du Noroît, 1990, 135 p.  (ISBN 2890182118)
- À force de silence, Montréal, Éditions du Noroît, 1992
- Le jour comme un souffle, Montréal, Éditions Roselin, Collection Le Cheval ailé, 1994, 36p.  (ISBN 2-9803661-2-9)
- Le vent en est, Montréal, Éditions Roselin, Collection Le Cheval ailé, 1995  (ISBN 2-921751-02-X)
- L’ouvrage du clair - verres et calligraphies, Paris-Montréal :Verriers Perrin et Perrin, 2000
- Fragilité urbaine - poèmes et lithographies, Villeurbanne, URDLA, 2000
- Ce fleuve d'eau et de vent - poème pour violon seul, partition graphique et musique de Helmut Lipsky, Montréal, Éditions du Roselin, 2001  (ISBN 2-921751-21-6)
- Le miroir de Bachelard, photographies de Jacqueline Salmon, Montréal. Éditions du Roselin, 2004  (ISBN 2921751275)
- L’autre Chine, Montréal, Éditions du Roselin, 2008  (ISBN 292175133X)

### Ouvrage collectif
- Paysages intérieurs, Montréal, Éditions Roselin, 1997
- Intimités, sous la direction de Jacques Fournier, Montréal, Éditions du Roselin, 2016

## Prix et honneurs
- 1983 - Finaliste Concours national du livre d’artiste du Canada pour Blanc/noir et Blanc[1]
- 1993 - Alcuin Citation Awards pour À force de silence[3]
- 1995 - Finaliste au prix Imadate pour Le jour comme un souffle[4]
- 2002- Finaliste aux prix Odyssée pour Au commencement la lumière
- 2009 - Prix Loto-Québec pour L’Autre Chine[5]
- 2011 - Prix poésie du journal Le Droit  pour L’intranquille gravité[5]
- 2013 - Mention d’excellence de la Société des écrivains francophones d’Amérique pour Depuis, tout a grandi[7]
- 2015 - Prix Jacques-Poirier pour Le dernier tableau rouge[6]